# 樱桃可乐

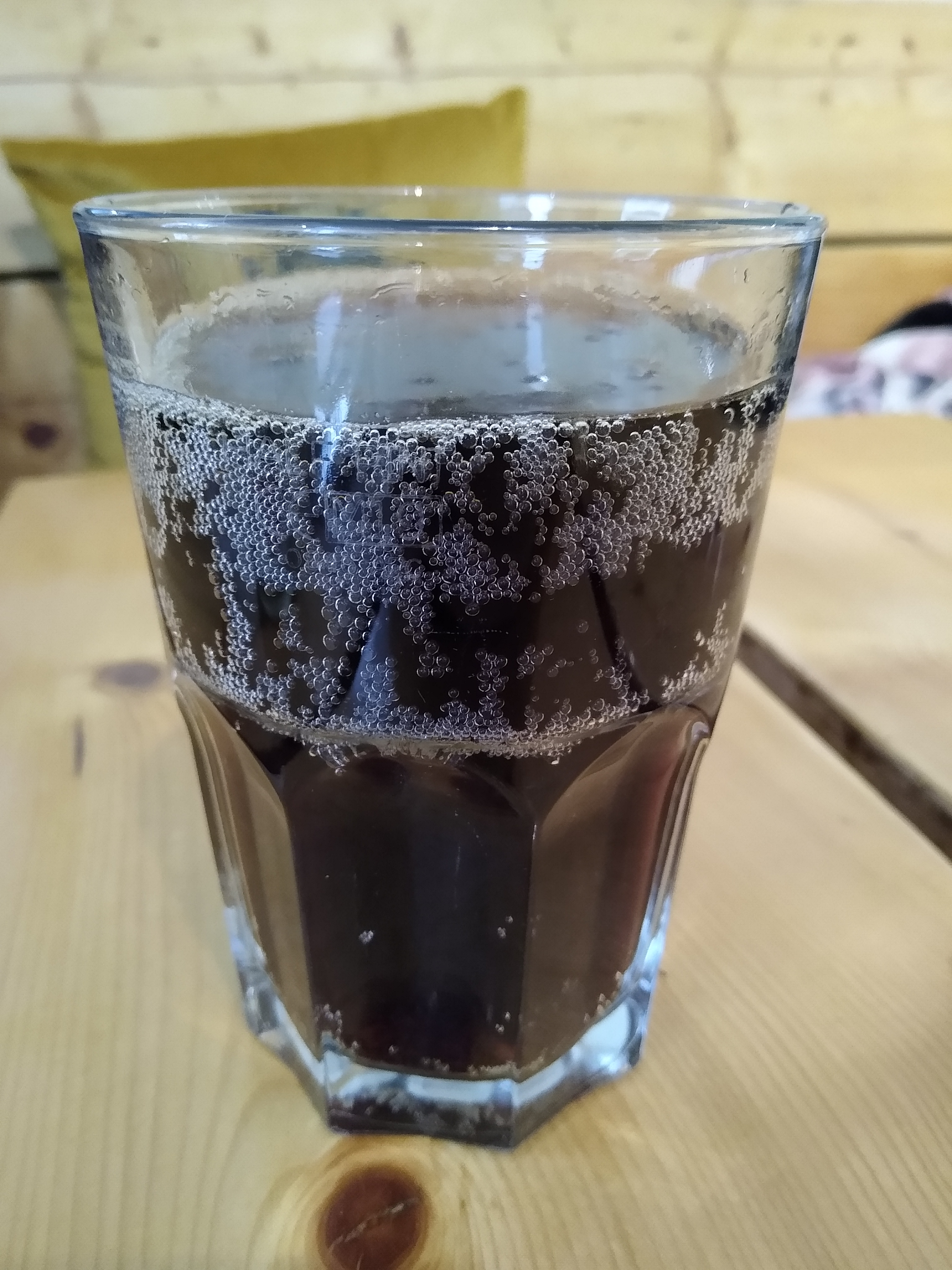
一杯梵提曼樱桃可乐

樱桃可乐是指一类混有樱桃味糖浆和可乐的軟性飲料。樱桃可乐是一种较为知名的饮料，在多个老式苏打水机上常年有销售。目前的多家碳酸饮料厂有自己专属的樱桃可乐品牌，如可口可乐的櫻桃味可口可樂、百事可乐的樱桃味百事可乐和皇冠可樂的樱桃味皇冠可乐。
一些可乐酒品也被称作樱桃可乐，如掺杂了伏特加或紅石榴糖漿的可乐。